# Eray
Eray ist ein türkischer, männlicher Vorname sowie Familienname.

## Namensträger

### Männlicher Vorname
- Eray Atalı (* 1989), türkischer Eishockeyspieler
- Eray Ataseven (* 1993), türkischer Fußballspieler
- Eray Birniçan (* 1988), türkischer Fußballspieler
- Eray Çalışkan (* 1981), türkischer Fußballspieler
- Eray Cömert (* 1998), Schweizer Fußballspieler
- Eray Eğilmez (* 1976), deutscher Schauspieler türkischer Herkunft
- Eray İşcan (* 1991), türkischer Fußballspieler

### Familienname
- Daniel Eray (* 1973), Schweizer Politiker, Minister Kanton Jura
- Gülbin Eray (1936–2024), türkische Schauspielerin
- Nazlı Eray (* 1945), türkische Schriftstellerin